# ヲタッカーズ
ヲタッカーズはドラゴンアットマークに所属するヲタ芸集団。
ユニット活動はテレビ、web番組、イベントなど出演に及ぶ。

## 特色
2011年ヲタ芸パフォーマンス集団としてユニットを結束。
大量のサイリウムを使用したステージパフォーマンスが特徴。
照明を暗くしたステージの中で色とりどりのサイリウムを使用し、様々な光の形を表現する。
一般的なヲタ芸の技とヲタッカーズ独自のオリジナル技を組み合わせ振りを構成している。

## テレビ番組
- 『ななめ45°とドラゴンアットマークのオーマイガー』（チバテレ）
- 『ドラゴンアットマーク』（チバテレ）
- 『アロワナ』（チバテレ）
- 『世界の果てまでイッテQ!』(日本テレビ)
- 『サブカルチャードラゴンTVマジかよ』（チバテレ）

## ラジオ出演
- インターネットラジオ『HANDSUP』ゲスト
- アフレロイドラジオ

## イベント出演
- 秋葉原マンモスカレーコラボイベント
- GODSIDE
- 聖歌団ライブ